# Barbara Cupisti

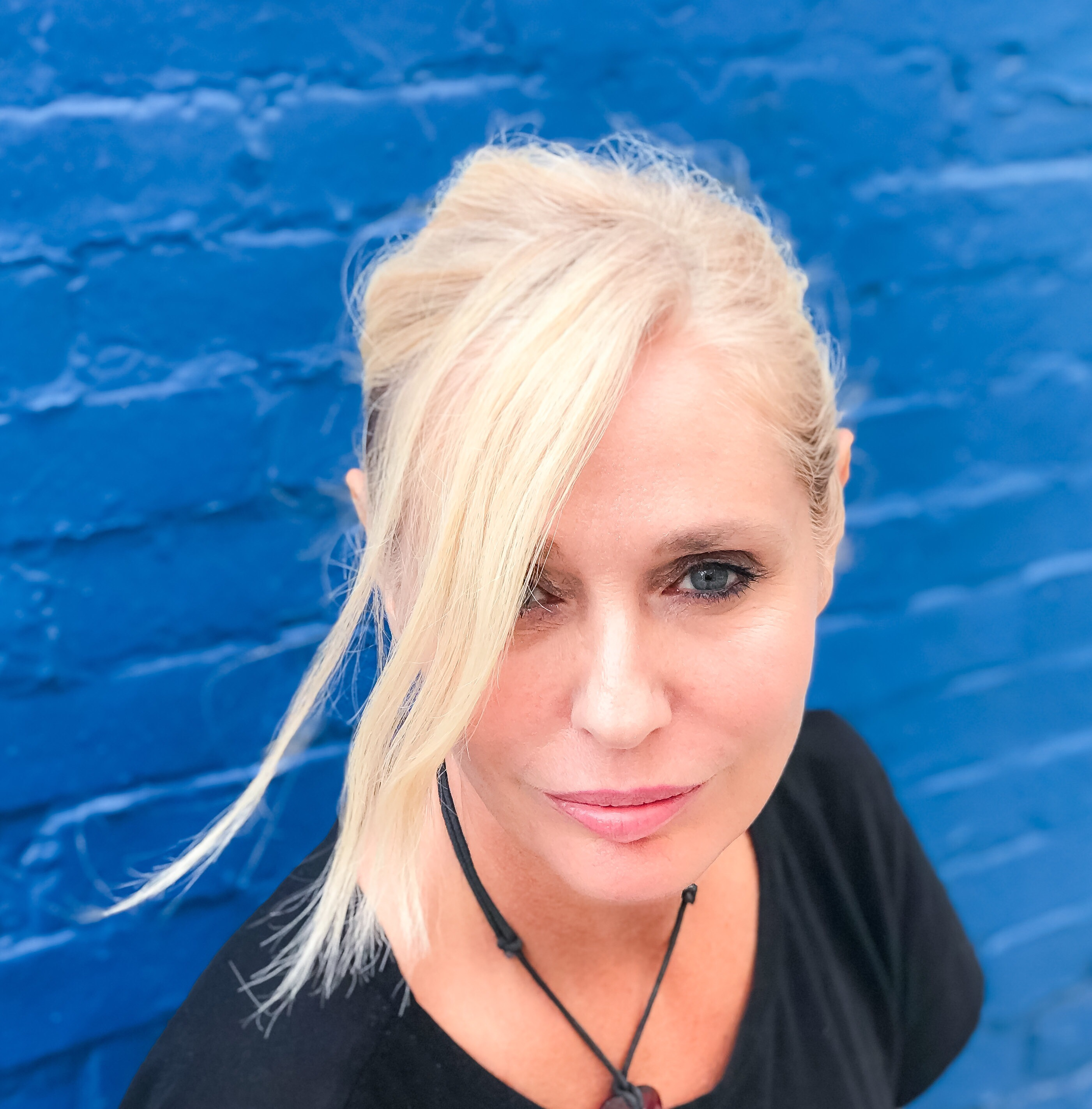
Barbara Cupisti

Barbara Cupisti (Viareggio, 24 gennaio 1962) è un'attrice, sceneggiatrice, regista di documentari italiana.

## Biografia
Figlia del pittore Michelangelo Cupisti, debutta giovanissima nel 1982 nel film di Lucio Fulci Lo squartatore di New York, a cui segue La chiave di Tinto Brass l'anno seguente. Tuttavia lega il proprio nome principalmente ad alcune pellicole di genere thriller-horror a cavallo fra gli anni ottanta e i novanta come Deliria, La chiesa, Le porte dell'inferno, Opera e Dellamorte Dellamore, apparendo anche in altre pellicole come Il bambino e il poliziotto.
Nel 1998 debutta come conduttrice televisiva per la televisione pubblica italiana (RAI) con Survival, un programma condotto in diretta in prima serata del sabato, che si svolge con corrispondenti e ospiti da tutto il mondo. Da allora prosegue nello sviluppo, realizzazione e conduzione di programmi televisivi per la Rai e per network privati, tra i quali il lancio di un nuovo canale musicale in Italia (Music Box) e una serie TV (24 episodi) per Fox Life Italia.  È stata membro della commissione Rai per lo sviluppo creativo (Rai Futura). 
Dalla fine degli anni novanta dirada progressivamente la propria attività di attrice, per dedicarsi a quella di regista. Nel 2007 dirige La maschera d'acqua e il documentario Madri, di cui è anche sceneggiatrice. Madri è stato presentato alla 64ª Mostra internazionale d'arte cinematografica di Venezia.  
Nel 2013 e nel 2014, è membro della giuria del Premio Ilaria Alpi.
Dal 2014 al 2016 si occupa della Trilogia degli esuli, che racconta le storie di chi è costretto a vivere lontano dal proprio Paese d'origine, spesso in condizioni di grave precarietà economica, abitativa, lavorativa, educativa e sociale. È in concorso al Festival Internazionale del Documentario Visioni dal Mondo.
Nel 2016 Esuli - Le Guerre vince il Nastro d’Argento Speciale del Sindacato Nazionale Giornalisti Cinematografici Italiani.
Nel 2018 esce Womanity, che racconta trentasei ore di vita di quattro donne tra l'India, l'Egitto e gli Stati Uniti, con il quale ha partecipato alla Festa del Cinema di Roma e ha vinto al Festival Italiano di Madrid.
Nel 2020 è uscito il documentario My America presentato al Festival del Cinema di Torino.

### Premi
Il suo primo documentario "Madri ha vinto il David di Donatello come miglior documentario. 
L'anno seguente è nella giuria della sezione "Orizzonti" alla 65ª Mostra internazionale d'arte cinematografica di Venezia.
Il suo secondo documentario Vietato sognare vince il Premio Amnesty Italia 2009 - Cinema e diritti Umani al Baharain Human Rights International Film Festival e il Sigillo per la Pace 2009. Nel 2012 vince il Premio Ilaria Alpi per il miglior reportage italiano con il film in due puntate Fratelli e Sorelle - Storie di carcere, ambientato nelle carceri italiane.

## Filmografia

### Attrice

#### Cinema
- Lo squartatore di New York, regia di Lucio Fulci (1982)
- La chiave, regia di Tinto Brass (1983)
- Deliria, regia di Michele Soavi (1987)
- Opera, regia di Dario Argento (1987)
- Dark Bar, regia di Stelio Fiorenza (1989)
- Fuga dal paradiso, regia di Ettore Pasculli (1989)
- La Salle de bain, regia di John Lvoff (1989)
- La chiesa, regia di Michele Soavi (1989)
- Il bambino e il poliziotto, regia di Carlo Verdone (1989)
- Il volo di Teo, regia di Walter Santesso (1990)
- Dellamorte Dellamore, regia di Michele Soavi (1994)
- Only you - amore a prima vista (Only You), regia di Norman Jewison (1994)
- Tutto in una sera (circuito industriale Enel), regia di Corrado Farina
- L'anno prossimo vado a letto alle dieci, regia di Angelo Orlando (1995)
- Consigli per gli acquisti, regia di Sandro Baldoni (1997)
- Le mani forti, regia di Franco Bernini (1997)
- Not Registered, regia di Nello Correale (1999)
- Gialloparma, regia di Alberto Bevilacqua (1999)
- Denti, regia di Gabriele Salvatores (2000)
- Total Kheops, regia di Alain Bévérini (2002)
- Sotto gli occhi di tutti, regia di Nello Correale (2002)

#### Televisione
- Châteauvallon – serie TV, 21 episodi (1985)
- Aeroporto internazionale – serie TV, 6 episodi (1985)
- Piazza Navona – serie TV, episodio 1x04 (1988)
- Le porte dell'inferno, regia di Umberto Lenzi – film TV (1989)
- Testimone oculare, regia di Lamberto Bava – film TV (1990)
- Formula 1 (Formule 1) – serie TV (1990)
- La carne e il diavolo, regia di Nello Rossati – film TV (1992)
- Edera – serial TV (1992)
- Caro maestro – serie TV, episodio 1x03 (1996)
- Distretto di Polizia – serie TV, 13 episodi (2001-2002)

### Regista
- La maschera d'acqua, segmento Cornice (2007)

#### Documentari
- Madri  (2007)
- Vietato sognare  (2008)
- Io sono - Storie di schiavitù (2011)
- Fratelli e sorelle - Storie di carcere (2012)
- Interferenze Rom (2013)
- Esuli - Le guerre (2014)
- Esuli - Il Tibet (2015)
- Esuli - L'ambiente (2016)
- Womanity (2018)
- My America (2020)
- Hotel Sarajevo (2022)